# Ondřej Moravec
Ondřej Moravec (* 9. června 1984 Ústí nad Orlicí) je bývalý český reprezentant v biatlonu, pravidelný účastník světového poháru, mistrovství světa a olympijských her. Je trojnásobným olympijským medailistou ze Zimních olympijských her 2014 v ruském Soči, kde získal dvě stříbra (ve stíhacím závodě a ve smíšené štafetě) a jeden bronz (v závodě s hromadným startem).
Ve Světovém poháru dokázal vyhrát jeden individuální závod, když triumfoval v závodě s hromadným startem v norském Hollmenkolenu v roce 2013.
Od roku 2024 působí jako trenér české mužské biatlonové reprezentace.

## Osobní život
Vyrůstal v Letohradu podobně jako jeho kolega z reprezentace Michal Šlesingr, se kterým dokonce navštěvovali stejnou základní školu.
V 10 letech prodělal Perthesovu chorobu, která na jeho zdraví nezanechala vážnější následky.
Jeho osobním trenérem byl několik let Vlastimil Vávra. Kariéru ukončil pod vedením reprezentačního trenéra Ondřeje Rybáře.
V roce 2013 se oženil s dlouholetou přítelkyní Veronikou. Na začátku roku 2016 se jim narodila dcera Rozálie a v roce 2018 syn Ondřej. S celou rodinou trvale žije v Letohradu.

## Sportovní kariéra

### 2002–2006
Poprvé na sebe média upozornil v olympijské sezóně 2005–06, kdy se svými výkony ve světovém poháru nominoval na olympijské hry v Turíně. Do té doby ho znali pouze biatlonoví nadšenci a odborníci jako talentovaného biatlonistu, několikanásobného medailistu z juniorských mistrovství světa. Do Turína odjížděl sbírat zkušenosti s přáním alespoň v jednom závodě porazit svůj velký vzor Bjørndalena. Bjørndalena sice neporazil, ale převedl velmi slibné výkony, kdy v každém závodě atakoval bodovanou třicítku.

### 2006–2010
V dalším olympijském cyklu nezaznamenal výkonnostní postup především v důsledku zhoršené střelby. Chytil se pouze v závěru sezóny 2007-08, kdy pravidelně bodoval a zaznamenal svůj tehdejší životní výsledek, 4. místo ve sprintu v ruském Chanty-Mansijsku. Formu si bohužel do další sezóny nepřenesl.
V sezóně 2008-09 se mu přestalo dařit úplně. K slabé střelecké bilanci se přidal i pomalý běh a v důsledku toho ho reprezentační trenér Vlastimil Vávra nenominoval na mistrovství světa do korejského Pchjongčchangu. Na světovém poháru ve Vancouveru netrefil v závodě štafet z osmi pokusů ani jeden terč.
Před olympijskou sezónou 2009-10 si ho vzali do parády střelci z klubu SKP Plzeň a výsledky se dostavily. Pomalu se začal odrážet ze dna, kam spadl v minulé sezóně. V Ruhpoldingu si zajistil nominaci na olympijské hry do Vancouveru. Na hrách startoval v úvodní disciplíně sprintu. Závod, který do velké míry ovlivnil rozmar počasí, pro něj nedopadl dobře. Obsadil až 67. místo a nemohl tak nastoupit do stíhacího závodu. Do individuálního závodu se potom nevešel na úkor Romana Dostála, který se loučil s kariérou.

### 2010–2014
V sezónách 2010-11 a 2011-12 si udržel zlepšenou střelbu a pomalu začal klepat na dveře světové špičky. V té první měl ještě výkonnostní výkyvy jako například totální výpadek na mistrovství světa v Chanty-Mansijsku. V té následující se však již stal stabilním členem biatlonové elity. Na mistrovství světa v Ruhpoldingu zaznamenal výborné výsledky, když mu jen těsně unikalo umístění v první desítce.
V sezóně 2012-13 navázal na minulou úspěšnou sezónu zlepšenými výkony. V Pokljuce ve sprintu podruhé v kariéře pronikl do top 10 (8. místo) a následující den 15. prosince 2012 dojel ve stíhacím závodě jako druhý. Střeleckou formu si přenesl i do nového roku, kdy v Oberhofu 6. ledna 2013 dojel na třetím místě. Na mistrovství světa v Novém Městě na Moravě patřil k nejlepším běžcům. K lepšímu umístění mu chyběla vyrovnanější střelba. V závodě smíšených štafet dobře zastřílel a dovezl štafetu na třetím místě. Do sprintu a stíhačky si však střeleckou formu nepřenesl. V individuálním závodě zaznamenal nejrychlejší běžecký čas, ale dva netrefené terče (jeden o půl centimetru) ho připravily o zlatou medaili. V závodu s hromadným startem vyjížděl po poslední střelbě vstoje s nepatrnou ztrátou za skupinkou 4 závodníků stíhajících vedoucího Nora Tarjeie Bøa. V prvním stoupání skupinku dojel, ale vzápětí si 3 závodníky (Nora, Rusa, Němce) nechal odjet a do cíle předjel pouze Němce. Obsadil tak podobně jako v individuálním závodě nepopulární, ale ceněné 4. místo. Dne 3. března 2013 vyhrál poprvé závod světového poháru (s hromadným startem), který se jel v Mekce severského lyžování, norském Holmenkollenu.
V úvodu olympijské sezóny 2013-14 dovezl českou smíšenou štafetu ve světovém poháru ve švédském Östersundu na prvním místě. Na Zimních olympijských hrách 2014 skončil ve sprintu osmý. Na střelnici ani jednou neminul, ale měl pomalejší běh a za medailí zaostal o 8,9 sekundy. V následujícím stíhacím závodě získal díky bezchybné střelbě stříbrnou medaili. Rozhodovalo se na poslední střelecké položce, vedoucí Francouz Martin Fourcade byl bezchybný a bylo jasné, že si dojede pro zlato. Všichni pronásledovatelé chybovali s výjimkou Moravce. Ten tak odjížděl ze střelnice 17 sekund za Fourcadem, se zhruba se stejným odstupem jel za ním další Francouz Jean-Guillaume Béatrix. Toto pořadí vydrželo až do cíle. V závodě s hromadným startem neudělal Moravec jedinou střeleckou chybu a dojel si pro bronzovou medaili. Třetí medaili, druhou stříbrnou, vybojoval jako člen smíšené štafety. Jel poslední úsek, od Jaroslava Soukupa přebíral štafetu na druhém místě se ztrátou 43 sekund na Nory, ale s náskokem téměř třiceti sekund na třetí Italy. Na střelnici Moravec chyboval jen jednou a druhé místo bez problémů udržel. Dostihnout bezchybně střílejícího Nora Svendsena nebylo v jeho silách.

### 2014–2015
Úvod sezóny 2014–2015 ve švédském Östersundu zahájil dvanáctým místem v individuálním závodě na 15 kilometrů, ve sprintu obsadil 2. místo.
Na Mistrovství světa 2015 jel Moravec jako velký favorit, což taky potvrdil, když vybojoval kompletní sbírku medailí. V první disciplíně se stal společně s Veronikou Vítkovou, Gabrielou Soukalovou a Michalem Šlesingrem mistrem světa ve smíšené štafetě. Jako finišman měl těžkou pozici, ale ustál tlak od Francouze Martina Fourcada a Nora Tarjeie Bøa. Ve vytrvalostním závodě získal bronzovou medaili a v závodě s hromadným startem bojoval o zlato, nicméně těsně před ním závod vyhrál slovinský biatlonista Jakov Fak.

### 2021
Dne 14. března 2021 ukončil v Novém Městě na Moravě v závodech Světového poháru svou biatlonovou kariéru.

## Další aktivity
V roce 2022 se začal věnovat projektům Skialp do škol a SkialpujFEST, které spoluzaložil. Je také ambasadorem značky DYNAFIT.
Od dubna působí jako trenér české mužské biatlonové reprezentace.

## Výsledky

### Olympijské hry a mistrovství světa
| Sezóna  | Akce | Místo                | SP            | SZ            | HZ            | IZ            | ŠT            | SŠT           | SZD | Věk    |
| ------- | ---- | -------------------- | ------------- | ------------- | ------------- | ------------- | ------------- | ------------- | --- | ------ |
| 2005/06 | ZOH  | Turín                | 32.           | 39.           | –             | –             | 6.            | –             | ×   | 21 let |
| 2006/07 | MS   | Anterselva           | 56.           | 49.           | –             | –             | 5.            | 8.            | ×   | 22 let |
| 2007/08 | MS   | Östersund            | –             | –             | –             | 44.           | 7.            | 12.           | ×   | 23 let |
| 2008/09 | MS   | Pchjongčchang        | neúčastnil se | neúčastnil se | neúčastnil se | neúčastnil se | neúčastnil se | neúčastnil se | ×   | –      |
| 2009/10 | ZOH  | Vancouver            | 67.           | –             | –             | –             | –             | –             | ×   | 25 let |
| 2010/11 | MS   | Chanty-Mansijsk      | 82.           | –             | –             | –             | 10.           | 11.           | ×   | 26 let |
| 2011/12 | MS   | Ruhpolding           | 18.           | 15.           | 13.           | 12.           | 9.            | 8.            | ×   | 27 let |
| 2012/13 | MS   | Nové Město na Moravě | 35.           | 31.           | 4.            | 4.            | 6.            | 3.            | ×   | 28 let |
| 2013/14 | ZOH  | Soči                 | 8.            | 2.            | 3.            | 18.           | 11.           | 2.            | ×   | 29 let |
| 2014/15 | MS   | Kontiolahti          | 9.            | 9.            | 2.            | 3.            | 6.            | 1.            | ×   | 30 let |
| 2015/16 | MS   | Oslo                 | 59.           | DNS           | –             | 35.           | 5.            | –             | ×   | 31 let |
| 2016/17 | MS   | Hochfilzen           | 5.            | 5.            | 16.           | 2.            | 10.           | 7.            | ×   | 32 let |
| 2017/18 | ZOH  | Pchjongčchang        | 29.           | 51.           | 11.           | 12.           | 7.            | 8.            | ×   | 33 let |
| 2018/19 | MS   | Östersund            | 92.           | –             | –             | 37.           | 4.            | 6.            | 9.  | 34 let |
| 2019/20 | MS   | Anterselva           | 46.           | 22.           | 11.           | 16.           | 13.           | 3.            | –   | 35 let |
| 2020/21 | MS   | Pokljuka             | 55.           | 46.           | –             | 11.           | 13.           | 11.           | –   | 36 let |

Poznámka: Výsledky z mistrovství světa se započítávají do celkového hodnocení světového poháru, výsledky z olympijských her se dříve započítávaly, od olympijských her v Soči 2014 se s výjimkou smíšené štafety 2014 nezapočítávají.

### Světový pohár
Sezóna 2002/03
| ČSP              | Místo            | SP           | SZ  | HZ | IZ | ŠT  | SŠT | STŘ |
| ---------------- | ---------------- | ------------ | --- | -- | -- | --- | --- | --- |
| 5.               | Ruhpolding       | 56.          | 55. | –  | –  | 14. | –   | –   |
| Celkové umístění | Celkové umístění | nkl          | nkl | –  | –  | 12. | –   | ?   |
| Celkové umístění | Celkové umístění | 0 bodů (nkl) |     |    |    | 12. | –   | ?   |

Sezóna 2003/04
| ČSP              | Místo            | SP           | SZ | HZ | IZ  | ŠT  | SŠT | STŘ |
| ---------------- | ---------------- | ------------ | -- | -- | --- | --- | --- | --- |
| 2.               | Hochfilzen       | 75.          | –  | –  | –   | 10. | –   | –   |
| 3.               | Osrblie          | 92.          | –  | –  | 84. | –   | –   | –   |
| 4.               | Pokljuka         | 83.          | –  | –  | –   | –   | –   | –   |
| 9.               | Oslo             | 83.          | –  | –  | –   | –   | –   | –   |
| Celkové umístění | Celkové umístění | nkl          | –  | –  | nkl | 11. | –   | ?   |
| Celkové umístění | Celkové umístění | 0 bodů (nkl) |    |    |     | 11. | –   | ?   |

Sezóna 2004/05
| ČSP              | Místo            | SP           | SZ  | HZ | IZ | ŠT | SŠT | STŘ |
| ---------------- | ---------------- | ------------ | --- | -- | -- | -- | --- | --- |
| 5.               | Ruhpolding       | 29.          | 24. | –  | –  | –  | –   | –   |
| 6.               | Anterselva       | 35.          | 41. | –  | –  | –  | –   | –   |
| Celkové umístění | Celkové umístění | 73.          | 64. | –  | –  | –  | –   | ?   |
| Celkové umístění | Celkové umístění | 9 bodů (83.) |     |    |    | –  | –   | ?   |

Sezóna 2005/06
| ČSP              | Místo            | SP            | SZ  | HZ | IZ  | ŠT | SŠT | STŘ  |
| ---------------- | ---------------- | ------------- | --- | -- | --- | -- | --- | ---- |
| 1.               | Östersund        | 56.           | 26. | –  | –   | –  | –   | –    |
| 2.               | Hochfilzen       | 23.           | –   | –  | 31. | –  | –   | –    |
| 4.               | Oberhof          | 73.           | –   | –  | –   | 4. | –   | –    |
| 5.               | Ruhpolding       | 18.           | 13. | –  | –   | 7. | –   | –    |
| 7.               | Pokljuka         | 34.           | 34. | –  | –   | –  | –   | –    |
| 9.               | Oslo             | 57.           | 18. | –  | –   | –  | –   | –    |
| Celkové umístění | Celkové umístění | 56.           | 37. | –  | nkl | 8. | –   | 84 % |
| Celkové umístění | Celkové umístění | 59 bodů (51.) |     |    |     | 8. | –   | 84 % |

Sezóna 2006/07
| ČSP              | Místo            | SP            | SZ  | HZ | IZ  | ŠT | SŠT | STŘ  |
| ---------------- | ---------------- | ------------- | --- | -- | --- | -- | --- | ---- |
| 1.               | Östersund        | 46.           | 47. | –  | 53. | –  | –   | –    |
| 2.               | Hochfilzen       | 33.           | 30. | –  | –   | 8. | –   | –    |
| 3.               | Hochfilzen       | 17. 62.       | –   | –  | –   | 4. | –   | –    |
| 4.               | Oberhof          | 59.           | 55. | –  | –   | 5. | –   | –    |
| 5.               | Ruhpolding       | 47.           | –   | –  | –   | 8. | –   | –    |
| 7.               | Lahti            | 15.           | 20. | –  | 34. | –  | –   | –    |
| 8.               | Oslo             | –             | –   | –  | 65. | –  | –   | –    |
| 9.               | Chanty-Mansijsk  | 50.           | 55. | –  | –   | –  | –   | –    |
| Celkové umístění | Celkové umístění | 43.           | 53. | –  | nkl | 5. | –   | 72 % |
| Celkové umístění | Celkové umístění | 42 bodů (55.) |     |    |     | 5. | –   | 72 % |

Sezóna 2007/08
| ČSP              | Místo            | SP            | SZ  | HZ | IZ  | ŠT  | SŠT | STŘ  |
| ---------------- | ---------------- | ------------- | --- | -- | --- | --- | --- | ---- |
| 1.               | Kontiolahti      | 35.           | 49. | –  | 46. | –   | –   | –    |
| 2.               | Hochfilzen       | 86.           | –   | –  | –   | 14. | –   | –    |
| 3.               | Pokljuka         | 49.           | –   | –  | 60. | –   | –   | –    |
| 4.               | Oberhof          | 52.           | –   | –  | –   | –   | –   | –    |
| 5.               | Ruhpolding       | 52.           | 54. | –  | –   | 9.  | –   | –    |
| 6.               | Anterselva       | 35.           | 33. | –  | –   | –   | –   | –    |
| 8.               | Chanty-Mansijsk  | 4.            | 17. | –  | –   | –   | –   | –    |
| 9.               | Oslo             | 17.           | 18. | –  | –   | –   | –   | –    |
| Celkové umístění | Celkové umístění | 35.           | 27. | –  | nkl | 10. | –   | 73 % |
| Celkové umístění | Celkové umístění | 81 bodů (45.) |     |    |     | 10. | –   | 73 % |

Sezóna 2008/09
| ČSP              | Místo            | SP           | SZ  | HZ | IZ  | ŠT  | SŠT | STŘ  |
| ---------------- | ---------------- | ------------ | --- | -- | --- | --- | --- | ---- |
| 1.               | Östersund        | 61.          | –   | –  | 32. | –   | –   | –    |
| 2.               | Hochfilzen       | 63.          | –   | –  | –   | 13. | –   | –    |
| 3.               | Hochfilzen       | 56.          | –   | –  | 50. | 8.  | –   | –    |
| 4.               | Oberhof          | 52.          | –   | –  | –   | –   | –   | –    |
| 5.               | Ruhpolding       | 63.          | –   | –  | –   | –   | –   | –    |
| 6.               | Anterselva       | 50.          | 45. | –  | –   | –   | –   | –    |
| 7.               | Vancouver        | 69.          | –   | –  | 84. | 11. | –   | –    |
| 8.               | Trondheim        | 79.          | –   | –  | –   | –   | –   | –    |
| Celkové umístění | Celkové umístění | nkl          | nkl | –  | 71. | 9.  | –   | 73 % |
| Celkové umístění | Celkové umístění | 9 bodů (99.) |     |    |     | 9.  | –   | 73 % |

Sezóna 2009/10
| ČSP              | Místo            | SP            | SZ  | HZ | IZ  | ŠT  | SŠT | STŘ  |
| ---------------- | ---------------- | ------------- | --- | -- | --- | --- | --- | ---- |
| 1.               | Östersund        | 83.           | –   | –  | 29. | 11. | –   | –    |
| 2.               | Hochfilzen       | 47.           | 52. | –  | –   | 7.  | –   | –    |
| 3.               | Pokljuka         | 31.           | 45. | –  | 88. | –   | –   | –    |
| 5.               | Ruhpolding       | 34.           | –   | –  | –   | 10. | –   | –    |
| 6.               | Anterselva       | 16.           | 31. | –  | 57. | –   | –   | –    |
| Celkové umístění | Celkové umístění | 57.           | 69. | –  | 67. | 9.  | –   | 79 % |
| Celkové umístění | Celkové umístění | 64 bodů (66.) |     |    |     | 9.  | –   | 79 % |

Sezóna 2010/11
| ČSP              | Místo            | SP             | SZ  | HZ | IZ  | ŠT  | SŠT | STŘ  |
| ---------------- | ---------------- | -------------- | --- | -- | --- | --- | --- | ---- |
| 1.               | Östersund        | 79.            | –   | –  | 52. | –   | –   | –    |
| 2.               | Hochfilzen       | 83.            | –   | –  | –   | 7.  | –   | –    |
| 3.               | Pokljuka         | 33.            | –   | –  | 81. | –   | –   | –    |
| 4.               | Oberhof          | 73.            | –   | –  | –   | 2.  | –   | –    |
| 5.               | Ruhpolding       | 19.            | 14. | –  | 24. | –   | –   | –    |
| 6.               | Anterselva       | 26.            | –   | –  | –   | –   | –   | –    |
| 9.               | Oslo             | 29.            | 25. | –  | –   | –   | –   | –    |
| Celkové umístění | Celkové umístění | 48.            | 45. | –  | 52. | 10. | –   | 78 % |
| Celkové umístění | Celkové umístění | 117 bodů (51.) |     |    |     | 10. | –   | 78 % |

Sezóna 2011/12
| ČSP              | Místo                | SP             | SZ  | HZ  | IZ  | ŠT  | SŠT | STŘ  |
| ---------------- | -------------------- | -------------- | --- | --- | --- | --- | --- | ---- |
| 1.               | Östersund            | 48.            | 25. | –   | 70. | –   | –   | –    |
| 2.               | Hochfilzen           | 59.            | 41. | –   | –   | 7.  | –   | –    |
| 3.               | Hochfilzen           | 68.            | –   | –   | –   | –   | 2.  | –    |
| 4.               | Oberhof              | 57.            | –   | –   | –   | 9.  | –   | –    |
| 5.               | Nové Město na Moravě | 23.            | 22. | –   | 20. | –   | –   | –    |
| 6.               | Anterselva           | 26.            | –   | –   | –   | 14. | –   | –    |
| 7.               | Oslo                 | 18.            | 46. | –   | –   | –   | –   | –    |
| 8.               | Kontilahti           | 27.            | 34. | –   | –   | –   | –   | –    |
| 9.               | Chanty-Mansijsk      | 29.            | 19. | 14. | –   | –   | –   | –    |
| Celkové umístění | Celkové umístění     | 32.            | 30. | 28. | 18. | 10. | –   | 82 % |
| Celkové umístění | Celkové umístění     | 300 bodů (28.) |     |     |     | 10. | –   | 82 % |

Sezóna 2012/13
| ČSP              | Místo            | SP             | SZ  | HZ  | IZ  | ŠT  | SŠT | STŘ  |
| ---------------- | ---------------- | -------------- | --- | --- | --- | --- | --- | ---- |
| 1.               | Östersund        | 69.            | –   | –   | 14. | –   | 3.  | –    |
| 2.               | Hochfilzen       | 23.            | 16. | –   | –   | 5.  | –   | –    |
| 3.               | Pokljuka         | 8.             | 2.  | 27. | –   | –   | –   | –    |
| 4.               | Oberhof          | 11.            | 3.  | –   | –   | 8.  | –   | –    |
| 5.               | Ruhpolding       | 20.            | –   | 25. | –   | 13. | –   | –    |
| 6.               | Anterselva       | 42.            | 32. | –   | –   | 6.  | –   | –    |
| 7.               | Oslo             | 40.            | 28. | 1.  | –   | –   | –   | –    |
| 8.               | Soči             | 7.             | –   | –   | 14. | 3.  | –   | –    |
| 9.               | Chanty-Mansijsk  | 21.            | 22. | 12. | –   | –   | –   | –    |
| Celkové umístění | Celkové umístění | 23.            | 19. | 5.  | 5.  | 6.  | 3.  | 86 % |
| Celkové umístění | Celkové umístění | 603 bodů (12.) |     |     |     | 6.  | 3.  | 86 % |

Sezóna 2013/14
| ČSP              | Místo            | SP             | SZ  | HZ  | IZ  | ŠT | SŠT | STŘ  |
| ---------------- | ---------------- | -------------- | --- | --- | --- | -- | --- | ---- |
| 1.               | Östersund        | 37.            | –   | –   | 7.  | –  | 1.  | –    |
| 2.               | Hochfilzen       | 49.            | 42. | –   | –   | 7. | –   | –    |
| 3.               | Annecy           | 2.             | 12. | –   | –   | 9. | –   | –    |
| 4.               | Oberhof          | 29.            | 14. | 5.  | –   | –  | –   | –    |
| 5.               | Ruhpolding       | –              | 15. | –   | 29. | 5. | –   | –    |
| 6.               | Anterselva       | 17.            | 13. | –   | –   | –  | –   | –    |
| 7.               | Pokljuka         | 26.            | 34. | 12. | –   | –  | –   | –    |
| 8.               | Kontiolahti      | 6.             | 42. | –   | –   | –  | –   | –    |
| 8.               | Kontiolahti      | 3.             | 42. | –   | –   | –  | –   | –    |
| 9.               | Oslo             | 28.            | 29. | 25. | –   | –  | –   | –    |
| Celkové umístění | Celkové umístění | 14.            | 23. | 9.  | 12. | 7. | 1.  | 88 % |
| Celkové umístění | Celkové umístění | 465 bodů (15.) |     |     |     | 7. | 1.  | 88 % |

Sezóna 2014/15
| ČSP              | Místo                | SP            | SZ  | HZ  | IZ  | ŠT  | SŠT | STŘ  |
| ---------------- | -------------------- | ------------- | --- | --- | --- | --- | --- | ---- |
| 1.               | Östersund            | 2.            | 20. | –   | 12. | –   | 9.  | –    |
| 2.               | Hochfilzen           | 10.           | 9.  | –   | –   | 7.  | –   | –    |
| 3.               | Pokljuka             | 18.           | 5.  | 7.  | –   | –   | –   | –    |
| 4.               | Oberhof              | 25.           | –   | 13. | –   | DNF | –   | –    |
| 5.               | Ruhpolding           | 13.           | –   | 12. | –   | 6.  | –   | –    |
| 6.               | Anterselva           | 10.           | 11. | –   | –   | 6.  | –   | –    |
| 7.               | Nové Město na Moravě | 42.           | 39. | –   | –   | –   | 2.  | –    |
| 8.               | Oslo                 | 7.            | –   | –   | 70. | 4.  | –   | –    |
| 9.               | Chanty-Mansijsk      | 38.           | 42. | 21. | –   | –   | –   | –    |
| Celkové umístění | Celkové umístění     | 7.            | 12. | 5.  | 10. | 8.  | 3.  | 86 % |
| Celkové umístění | Celkové umístění     | 655 bodů (6.) |     |     |     | 8.  | 3.  | 86 % |

Sezóna 2015/16
| ČSP              | Místo            | SP             | SZ          | HZ          | IZ          | ŠT          | SŠT         | SZD         | STŘ         |
| ---------------- | ---------------- | -------------- | ----------- | ----------- | ----------- | ----------- | ----------- | ----------- | ----------- |
| 1.               | Östersund        | 40.            | 19.         | –           | 35.         | –           | 3.          | –           | –           |
| 2.               | Hochfilzen       | 24.            | 20.         | –           | –           | 16.         | –           | –           | –           |
| 3.               | Pokljuka         | 19.            | 26.         | 29.         | –           | –           | –           | –           | –           |
| 4.               | Ruhpolding       | 13.            | 8.          | 2.          | –           | –           | –           | –           |             |
| 5.               | Ruhpolding       | –              | –           | 7.          | 4.          | 8.          | –           | –           | –           |
| 6.               | Anterselva       | 54.            | 46.         | –           | –           | –           | –           | –           |             |
| 7.               | Canmore          | 51.            | –           | 9.          | –           | –           | 10.         | –           | –           |
| 8.               | Presque Isle     | nestartoval    | nestartoval | nestartoval | nestartoval | nestartoval | nestartoval | nestartoval | nestartoval |
| 9.               | Chanty-Mansijsk  | 25.            | 25.         | ZRU         | –           | –           | –           | –           | –           |
| Celkové umístění | Celkové umístění | 39.            | 28.         | 12.         | 21.         | 14.         | 10.         | 10.         | 85 %        |
| Celkové umístění | Celkové umístění | 373 bodů (25.) |             |             |             | 14.         | 10.         | 10.         | 85 %        |

Sezóna 2016/17
| ČSP              | Místo                | SP             | SZ          | HZ          | IZ          | ŠT          | SŠT         | SZD         | STŘ         |
| ---------------- | -------------------- | -------------- | ----------- | ----------- | ----------- | ----------- | ----------- | ----------- | ----------- |
| 1.               | Östersund            | 35.            | 18.         | –           | 17.         | –           | 7.          | –           |             |
| 2.               | Pokljuka             | 31.            | 14.         | –           | –           | 5.          | –           | –           |             |
| 3.               | Nové Město na Moravě | 8.             | 50.         | 4.          | –           | –           | –           | –           |             |
| 4.               | Oberhof              | 19.            | 21.         | 13.         | –           | –           | –           | –           |             |
| 5.               | Ruhpolding           | 52.            | 37.         | –           | –           | 5.          | –           | –           |             |
| 6.               | Anterselva           | –              | –           | 23.         | 57.         | 13.         | –           | –           |             |
| 7.               | Pchjongčchang        | nestartoval    | nestartoval | nestartoval | nestartoval | nestartoval | nestartoval | nestartoval | nestartoval |
| 8.               | Kontiolahti          | 2.             | 4.          | –           | –           | –           | –           | 6.          |             |
| 9.               | Holmenkollen         | 7.             | 8.          | 24.         | –           | –           | –           | –           |             |
| Celkové umístění | Celkové umístění     | 12.            | 15.         | 13.         | 10.         | 7.          | 9.          | 9.          | 87 %        |
| Celkové umístění | Celkové umístění     | 594 bodů (12.) |             |             |             | 7.          | 9.          | 9.          | 87 %        |

Sezóna 2017/18
| ČSP              | Místo            | SP             | SZ             | HZ             | IZ             | ŠT             | SŠT            | SZD            | STŘ            |
| ---------------- | ---------------- | -------------- | -------------- | -------------- | -------------- | -------------- | -------------- | -------------- | -------------- |
| 1.               | Östersund        | 44.            | 22.            | –              | 30.            | –              | 13.            | –              |                |
| 2.               | Hochfilzen       | 34.            | 43.            | –              | –              | 18.            | –              | –              |                |
| 3.               | Annecy           | 37.            | 41.            | –              | –              | –              | –              | –              |                |
| 4.               | Oberhof          | 11.            | 13.            | –              | –              | 14.            | –              | –              |                |
| 5.               | Ruhpolding       | –              | –              | 28.            | 2.             | 8.             | –              | –              |                |
| 6.               | Anterselva       | 10.            | 43.            | 14.            | –              | –              | –              | –              |                |
| 7.               | Kontiolahti      | 20.            | –              | 9.             | –              | –              | 18.            | –              |                |
| 8.               | Holmenkollen     | 29.            | 29.            | –              | –              | 10.            | –              | –              |                |
| 9.               | Ťumeň            | nezúčastnil se | nezúčastnil se | nezúčastnil se | nezúčastnil se | nezúčastnil se | nezúčastnil se | nezúčastnil se | nezúčastnil se |
| Celkové umístění | Celkové umístění | 25.            | 34.            | 27.            | 5.             | 12.            | 13.            | 13.            | 86 %           |
| Celkové umístění | Celkové umístění | 294 bodů (27.) |                |                |                | 12.            | 13.            | 13.            | 86 %           |

Sezóna 2018/19
| ČSP              | Místo            | SP             | SZ          | HZ          | IZ          | ŠT          | SŠT         | SZD         | STŘ         |
| ---------------- | ---------------- | -------------- | ----------- | ----------- | ----------- | ----------- | ----------- | ----------- | ----------- |
| 1.               | Pokljuka         | 20.            | 23.         | –           | 30.         | –           | –           | –           |             |
| 2.               | Hochfilzen       | 57.            | 28.         | –           | –           | 7.          | –           | –           |             |
| 3.               | Nové Město       | 23.            | 18.         | 8.          | –           | –           | –           | –           |             |
| 4.               | Oberhof          | 13.            | 17.         | –           | –           | 4.          | –           | –           |             |
| 5.               | Ruhpolding       | 31.            | –           | 15.         | –           | 8.          | –           | –           |             |
| 6.               | Anterselva       | 32.            | –           | 25.         | –           | –           | –           | –           |             |
| 7.               | Canmore          | nestartoval    | nestartoval | nestartoval | nestartoval | nestartoval | nestartoval | nestartoval | nestartoval |
| 8.               | Soldier Hollow   | nestartoval    | nestartoval | nestartoval | nestartoval | nestartoval | nestartoval | nestartoval | nestartoval |
| 9.               | Holmenkollen     | 37.            | 20.         | –           | –           | –           | –           | –           |             |
| Celkové umístění | Celkové umístění | 33.            | 29.         | 23.         | 57.         | 7.          | –           | –           | 90 %        |
| Celkové umístění | Celkové umístění | 276 bodů (30.) |             |             |             | 7.          | –           | –           | 90 %        |

Sezóna 2019/20
| ČSP               | Místo                | SP             | SZ          | HZ          | IZ          | ŠT          | SŠT         | SZD         | STŘ         |
| ----------------- | -------------------- | -------------- | ----------- | ----------- | ----------- | ----------- | ----------- | ----------- | ----------- |
| 1.                | Östersund            | 84.            | –           | –           | 17.         | 13.         | 11.         | –           |             |
| 2.                | Hochfilzen           | 32.            | 41.         | –           | –           | –           | –           | –           |             |
| 3.                | Annecy               | nestartoval    | nestartoval | nestartoval | nestartoval | nestartoval | nestartoval | nestartoval | nestartoval |
| 4.                | Oberhof              | 11.            | –           | 12.         | –           | –           | –           | –           |             |
| 5.                | Ruhpolding           | 30.            | 18.         | –           | –           | 11.         | –           | –           |             |
| 6.                | Pokljuka             | –              | –           | 25.         | –           | –           | 6.          | –           |             |
| 7.                | Nové Město na Moravě | 42.            | –           | 19.         | –           | 12.         | –           | –           |             |
| 8.                | Kontiolahti          | 33.            | 29.         | –           | –           | –           | zrušeno     | zrušeno     |             |
| 9.                | Holmenkollen         | zrušeno        | zrušeno     | zrušeno     | zrušeno     | zrušeno     | zrušeno     | zrušeno     | zrušeno     |
| Průběžné umístění | Průběžné umístění    | 39.            | 29.         | 23.         | 14.         | 11.         | 10.         | 10.         | 87 %        |
| Průběžné umístění | Průběžné umístění    | 258 bodů (26.) |             |             |             | 11.         | 10.         | 10.         | 87 %        |

Sezóna 2020/21
| ČSP              | Místo                    | SP              | SZ              | HZ              | IZ              | ŠT              | SŠT             | SZD             | STŘ             |
| ---------------- | ------------------------ | --------------- | --------------- | --------------- | --------------- | --------------- | --------------- | --------------- | --------------- |
| 1.               | Kontiolahti              | 10.             | –               | –               | 5.              | –               | –               | –               | 100 %           |
| 2.               | Kontiolahti (2)          | 47.             | 22.             | –               | –               | 7.              | –               | –               | 87,5 %          |
| 3.               | Hochfilzen               | 38.             | 48.             | –               | –               | 5.              | –               | –               | 82,5 %          |
| 4.               | Hochfilzen (2)           | 27.             | 41.             | 30.             | –               | –               | –               | –               | 86 %            |
| 5.               | Oberhof                  | nestartoval     | nestartoval     | nestartoval     | nestartoval     | nestartoval     | 14.             | –               | 56 %            |
| 6.               | Oberhof (2)              | 58.             | –               | –               | –               | 18.             | –               | –               | 86 %            |
| 7.               | Anterselva               | –               | –               | –               | 33.             | 19.             | –               | –               | 90 %            |
| 8.               | Nové Město na Moravě     | 47.             | 39.             | –               | –               | 10.             | –               | –               | 76 %            |
| 9.               | Nové Město na Moravě (2) | 59.             | 52.             | –               | –               | –               | –               | 17.             | 79 %            |
| 10.              | Östersund                | ukončil kariéru | ukončil kariéru | ukončil kariéru | ukončil kariéru | ukončil kariéru | ukončil kariéru | ukončil kariéru | ukončil kariéru |
| Celkové umístění | Celkové umístění         | 45.             | 55.             |                 | 6.              | 10.             | 14.             | 14.             | 86 %            |
| Celkové umístění | Celkové umístění         | 149 bodů (37.)  |                 |                 |                 | 10.             | 14.             | 14.             | 86 %            |

### Juniorská mistrovství
| Sezóna  | D   | Místo           | SP  | SZ  | IZ  | ŠT  | Věk    |
| ------- | --- | --------------- | --- | --- | --- | --- | ------ |
| 2000/01 | MSJ | Chanty-Mansijsk | 33. | 39. | –   | 10. | 16 let |
| 2001/02 | MSJ | Val Ridanna     | 3.  | 3.  | 15. | 2.  | 17 let |
| 2002/03 | MSJ | Kościelisko     | 4.  | 3.  | 3.  | 3.  | 18 let |
| 2003/04 | MSJ | Haute-Maurienne | 26. | 10. | 37. | 2.  | 19 let |
| 2004/05 | MSJ | Kontiolahti     | 39. | 22. | 2.  | 5.  | 20 let |